# Cyclades
Cyclades (tiếng Hy Lạp: Κυκλάδες, [cikˈlaðes]) là một nhóm đảo của Hy Lạp trong biển Aegea, ở phía đông nam của Hy Lạp đại lục; và từng là một quận của Hy Lạp. Đây là một trong sáu nhóm đảo tạo nên Quần đảo Aegea. Tên của nhóm đề cập đến việc bao quanh (κυκλάς) hòn đảo thiêng Delos. Cyclades là nơi bắt nguồn của giống mèo bản địa Hy Lạp (mèo Aegea).

## Địa lý
Cyclades bao gồm khoảng 220 đảo, các đảo chính là Amorgós, Anáfē, Ándros, Antíparos, Dēlos, Eschátē, Íos, Kéa, Kímōlos, Kýthnos, Mēlos, Mýkonos, Náxos, Páros, Folégandros, Sérifos, Sífnos, Síkinos, Sýros, Tēnos, và Thēra hay Santoríni. Hầu hết các đảo nhỏ hơn đều không có người sinh sống.
Ermoupolis, trên đảo Syros, là đô thị chính và là trung tâm hành chính của quận cũ.
Các hòn đảo là đỉnh của một địa vật đồi núi chìm dưới mặt biển, ngoại trừ hai hòn đảo núi lửa là Milos và Santorini (Thera). Khí hậu các đảo thường khô và ôn hòa, nhưng với ngoại lệ Naxos có đất đại không quá màu mỡ: các nông sản bao gồm rượu vang, hoa quả, lúa mì, dầu ô liu, và thuốc lá. Khí hậu mát hơn ở các vùng cao và gần như không phải hứng chịu thời tiết lạnh giá.

## Lịch sử
Văn hóa Cyclades tồn tại vào cuối thời kỳ đồ đá mới và đầu thời kỳ đồ đồng, được biết đế icacs bức tượng phẳng được khắc phẳng bằng đá cẩm thạch tráng tinh khiết trước khi văn hóa ("Minoa") thời kỳ đồ đồng giữa nổi lên tại Crete, ở phía nam: những mẫu trang trí được lấy từ các khu mai táng đã khiến thị trưởng cổ vật Cyclades trở nên phát đạt vào đầu thế kỷ 20.
Một nền văn hóa thời ký đồ đá mới riêng biệt pha trộn giữa các yếu tố Tiểu Á và Hy Lạp đại lục đã phát sinh ở phía tây Aegea trước 4000 TCN, dựa trên lúa mì (emmer wheat) và lúa mạch dại, cừu, dê, lợn, và cá ngừ có vẻ như đã bị đâm từ trên những chiếc thuyền nhỏ. Các địa điểm khai quật bao gồm Saliagos và Kephala (tại đảo Keos) với các dấu vết của việc đúc đồng, Mỗi một đảo nhỏ của Cyclades chỉ có thể cung cấp nguồn sống cho trên một nghìn người, mặc dù mô hình thuyền Cyclades Cuối cho thấy năm mươi người chèo thuyền có thể được tập hợp từ các cộng đồng phân tán, và khi nền văn hóa cung điện được tổ chức cao của Crete phát sinh, các đảo mất đi ý nghĩa quan trọng, ngoại trừ Delos, đảo vẫn giữ lại danh tiếng từ thời cổ xưa là một nơi tôn nghiêm trong suốt thời cổ đại cho đến khi Thiên Chúa giáo xuất hiện.

## Hành chính
Quận Cyclades là một trong các quận của Hy Lạp. Do cải cách chính quyền vào năm 2011, quận bị bãi bỏ, và lãnh thổ trước đây của nó bị phân thành 9 đơn vị thuộc vùng của vùng Nam Aegea:
- Andros
- Kea-Kythnos
- Milos
- Mykonos
- Naxos
- Paros
- Santorini
- Syros
- Tinos